# Bromure d'éthidium
Pour les articles homonymes, voir BET.
Le bromure d'éthidium (synonyme : homidium, moins couramment novidium, babidium ou RD 1572), abrégé en BET, BEt ou EtBr, est un composé organique aromatique possédant un ammonium quaternaire de formule chimique C21H20BrN3. C'est un produit toxique et mutagène utilisé comme médicament et marqueur moléculaire.

## Chimie
Schématiquement, la molécule est constituée du noyau phénanthridine substituée de part et d'autre par deux fonctions amine, N-éthylé et avec un phényl sur l'atome de carbone 6.

## Historique
L'éthidium a été développé dans les années 1950 comme médicament pour lutter en Afrique contre les infections des bovins dues à des trypanosomes (responsables de la maladie du sommeil), étant encore utilisé actuellement dans cette indication. Une dose de 1 mg·kg-1 permet de traiter les animaux infectés. 

Cette dose possède également un effet prophylactique permettant d'empêcher l'infection durant trois mois.
Dès 1965, l'efficacité du bromure d'éthidium pour le marquage de l'ADN a été mise en lumière. Il a été utilisé pour la première fois en 1973 par Sharp et ses collaborateurs pour mettre en évidence des fragments d'ADN à la suite d'une électrophorèse.

## Usage vétérinaire
Le bromure d'éthidium est un sel utilisé contre les parasites Trypanosoma congolense et Trypanosoma vivax, agents de la maladie du sommeil infectant principalement le bétail ; toutefois, le chlorure d'éthidium, plus soluble que le bromure (200 g·L-1 contre 50 g·L-1), lui est préféré car il permet la préparation de solutions plus concentrées et donc de délivrer les mêmes doses avec des volumes réduits.

## Utilisation en biologie moléculaire
Le bromure d'éthidium est un agent intercalant couramment utilisé comme marqueur d'acide nucléique dans les laboratoires de biologie moléculaire. 
Lorsqu'il est exposé à des rayonnements ultraviolets, il devient fluorescent avec une couleur rouge-orangé, 20 fois plus intense lorsqu'il est lié à l'ADN. Cet effet serait dû à l'augmentation de l'hydrophobie de l'environnement, plutôt qu'à une rigidification du cycle benzénique, celui-ci n'étant pas situé entre les paires de bases[réf. nécessaire].
L'utilisation la plus courante est la coloration des gels destinés à la séparation des fragments d'ADN par électrophorèse. Le BEt peut être mélangé à l'agarose lors de la préparation du gel, ou le gel peut être plongé dans une solution de BEt (typiquement pendant 20 à 30 minutes) une fois la migration effectuée. Dans les deux cas, la concentration finale en BEt avoisine 0,5 μg·mL-1 (la concentration de la solution stock étant couramment de 10 mg·mL-1). Dans le cas d'une électrophorèse sur gel de polyacrylamide, la coloration ne peut se faire qu'après migration, le BEt inhibant la polymérisation de l'acrylamide.
Le bromure d'éthidium permet également de colorer l'ARN, en s'intercalant parmi les bases de courtes régions complémentaires. Cependant, puisque la plupart des ARN ne sont pas en double brin, à masses égales la coloration de l'ARN est nettement moins intense que celles de l'ADN.

## Toxicité, écotoxicité
Le bromure d'éthidium, ayant la faculté de se lier à l'ADN, possède un effet mutagène important et pourrait être également cancérigène et tératogène. Aucune étude n'a cependant démontré un effet cancérigène.
En France, l'Institut national de recherche et de sécurité propose l’iodure de propidium comme produit de substitution.

## Sécurité
Le bromure d'éthidium est un produit chimique dangereux, qui doit être manipulé avec précaution. 

Les résidus en contenant doivent être éliminés comme déchets dangereux. 
Voir aussi : section "colonne de filtration" de l'article colonne de biologie moléculaire.

### Phrases de risqueetconseils de prudence
Les indications présentes sur les étiquettes recommandent pour la manipulation du BEt de porter des gants en vinyle ou en nitrile[réf. nécessaire]. En effet, le latex est poreux au BEt qui le traverse en moins de 5 minutes.